# Орлов, Кирилл Евгеньевич
Кири́лл Евге́ньевич Орло́в (18 января 1983, Москва) — российский футболист, защитник.

## Клубная карьера
Начинал свою карьеру в детской школе московского «Динамо», в которой оказался в шесть лет и попал в команду юношей на год старше. Существенным фактором, почему Орлов попал именно туда, оказалось то, что за «Динамо» всегда болел его отец. Около года играл в СДЮШОР, потом был отправлен в фарм-клуб ДЮСШ «Динамо-3», где в основном играли те, кто не попадал в основной состав из спортшколы. Позже была образована команда 1983 года рождения и Орлов перешёл в СДЮШОР «Динамо». Но через год вернулся в команду ДЮСШ «Динамо-3» 1982 года рождения.
В январе 1995 года в спартаковском манеже[что?] состоялся турнир[какой?], во время которого друг отца[прояснить] Орлова предложил попробовать Кирилла в «Торпедо-ЗИЛ», поскольку лично был знаком с тренером команды Евгением Храбростиным. 5января 1995 года Орлов пришёл на первую тренировку в «Торпедо-ЗИЛ». Первоначально был запасным игроком, но в середине второго круга юношеского первенства вышел на поле[когда?], после чего закрепился в основе[уточнить].
В 2001 году Евгений Кучеревский выпустил игрока на поле на одну минуту в матче против «Анжи», в котором команде удалось сохранить прописку в Премьер-лиге. С 2005-2007 годы был арендован клубами «Химки» и «Ростов».
Зимой 2006-2007 года отказал «Динамо», так как Валерий Петраков, знакомый защитнику по «Москве», обещал взять его в Томск. Но трансфер сорвался, и Орлов оказался сдан в очередную аренду.
С 2008 по 2010 год выступал «Сибирь», в первый сезон был игроком основы, но из-за проблем со здоровьем пропустил практически весь турнир в Первом дивизионе в 2009 году.

## Национальная сборная
Через два года после перехода в молодёжную школу «Торпедо-ЗИЛа» вызывался на матчи юношеской сборной России, в которой был капитаном два года, прошёл отборочные матчи и участвовал в юношеском чемпионате Европы 2000 года (до 16 лет), который проходил в Израиле, где дошёл со сборной до четвертьфинала. Чуть позже вызвался и в молодёжную сборную, случилось это после того, как в 2003 году Валентин Иванов стал чаще выпускать Орлова в основном составе. 6 июня 2003 года провёл один матч за олимпийскую сборную страны в гостевом поединке против Швейцарии (0:1).
Учился в 1249-й школе с углубленным изучением немецкого языка. После окончания школы поступил в МГАФК (Московская Государственная Академия Физических Культур). Учился на тренера по физической культуре и спорту.